# Dobó József
Dobó József (gyulafehérvári) táblabíró.
Kolozs vármegye táblabírája volt, tagja az Erdélyi Magyar Nyelvmívelő Társaságnak. Kéziratban maradt művei az Országos Széchényi Könyvtár kézirattárában:
- Diplomata et privilegia regum… Claudiopoli, 1796.
- Succincta deductio ortus et progressus familiarum in M. principatu Transsylvaniae, 1800.
- De origine Siculorum cum nominibus et serie dignitatum in Transilvania, 1800-1804.
- Kína országában némelj közönséges szokásoknak rövid le írása meljeket az Erdélji Nemes Ifioknak számára iminnen amonnan kiszedet és közzé is tett, 1812.

Az első hármat Kovachich Márton Györgynek, az utóbbit Krizbai Dezső Eleknek ajánlotta.